# Brook Lee
Brook Antoinette Mahealani Lee (Pearl City, Havaí, 6 de janeiro de 1971) é uma rainha da beleza e apresentadora de televisão norte-americana , eleita Miss EUA e Miss Universo 1997.
De ascendência coreana, seu nome nesta língua é Lee Shi-nae.  Seu avô coreano emigrou para o Havaí na década de 1950. Sua mãe, Toni Lee, liderou um movimento para reformas no sistema educacional havaiano. Depois de vencer o Miss Havaí e o Miss EUA, Lee foi para Miami Beach participar do Miss Universo de 1997 representando os Estados Unidos.
Possuindo uma beleza diferente dos padrões deste concurso e mesmo sem ser a favorita, Lee ganhou pela sétima vez a coroa de Miss Universo para seu país. Apesar de não possuir um padrão de beleza em seu conceito mais clássico, ela possuía algo que conquistou a toda audiência: um grande senso de humor. Inteligente, engraçada, espontânea, despretensiosa e imprevisível, durante toda duração do concurso deixou para trás as escolas tradicionais de beleza e o padronizado por elas. A pergunta feita a ela pelo apresentador George Hamilton, que decidiu a coroa a seu favor, é um exemplo disso e sua resposta tornou-se clássica na história do Miss Universo:

Hamilton — Se não houvesse regras na sua vida por um dia, e você neste dia pudesse fazer qualquer coisa, por mais ultrajante que fosse, o que faria?

Brook — Eu comeria tudo que existe no mundo. Eu comeria tudo que existe no mundo duas vezes!.

Divertida e real, a resposta de Brook colocou abaixo a audiência e fez os jurados lhe concederem por unanimidade a coroa sobre uma extremamente nervosa Miss Venezuela Marena Bencomo.
Lee foi uma excelente MU durante seu reinado, talvez uma das melhores, especialmente popular nos países asiáticos e é sempre lembrada pelo seu espírito "aloha", incompreensível para alguns e adorado por outros. Até hoje, ela é mais velha Miss Universo já eleita, conquistando o título aos 26 anos de idade.
Com a sua eleição, a organização do Miss Universo decidiu realizar o concurso de 1998 na cidade de Honolulu, capital do arquipélago do Havaí. Lá ela passou o título para a candidata de Trinidad e Tobago, Wendy Fitzwilliam. Depois de passar a coroa para Williams, ela começou uma carreira na televisão, onde fez aparições em diversos shows e apresentou programas nos Estados Unidos e na Ásia, como Pacific Fusion, um programa de entretenimento que foca no estilo de vida dos asiáticos-americanos.